# Come due soli in cielo "Il racconto"
Come due soli in cielo "Il racconto" è un album musicale del cantautore italiano Amedeo Minghi, registrato dal vivo al Teatro Sistina di Roma il 21 novembre 1994 e pubblicato l'anno seguente.

## Tracce
1. Due soli in cielo
2. Mio sole mio
3. Tempo di abbracci e baci
4. Ladri di sole
5. Dimenticarti mai più
6. Gelosi amori miei
7. Sottomarino
8. L'isola
9. Di più
10. Solo all'ultimo piano
11. L'immenso
12. Sicuramente tu
13. Mi danno tutti quarant'anni (brano interpretato da Tiziana Quaresima)
14. Pensa a me
15. Vojo er canto de 'na canzone
16. Girotondo dell'amore
17. Viceré
18. Rivederci e grazie